# Бадњевац (Житорађа)
Бадњевац је насеље у Србији у општини Житорађа у Топличком округу. Према попису из 2022. било је 638 становника (према попису из 1991. било је 891 становника).

## Демографија
У насељу Бадњевац живи 654 пунолетна становника, а просечна старост становништва износи 44,7 година (44,4 код мушкараца и 44,9 код жена). У насељу има 193 домаћинстава, а просечан број чланова по домаћинству је 3,31.
Ово насеље је великим делом насељено Србима (према попису из 2002. године).
|  |

| Демографија | Демографија | Демографија |
| Година      | Становника  | Становника  |
| ----------- | ----------- | ----------- |
| 1948.       | 823         |             |
| 1953.       | 872         |             |
| 1961.       | 929         |             |
| 1971.       | 891         |             |
| 1981.       | 864         |             |
| 1991.       | 891         | 867         |
| 2002.       | 836         | 881         |
| 2011.       | 772         |             |
| 2022.       | 638         |             |

| Етнички састав према попису из 2002.‍ | Етнички састав према попису из 2002.‍ | Етнички састав према попису из 2002.‍ | Етнички састав према попису из 2002.‍ | Етнички састав према попису из 2002.‍ |
| ------------------------------------ | ------------------------------------ | ------------------------------------ | ------------------------------------ | ------------------------------------ |
|                                      |                                      |                                      |                                      |                                      |
| Срби                                 | Срби                                 |                                      | 764                                  | 91,38%                               |
| Роми                                 | Роми                                 |                                      | 54                                   | 6,45%                                |
| Црногорци                            | Црногорци                            |                                      | 1                                    | 0,11%                                |
| Бугари                               | Бугари                               |                                      | 1                                    | 0,11%                                |
| непознато                            | непознато                            |                                      | 4                                    | 0,47%                                |

| Година пописа     | 1948. | 1953. | 1961. | 1971. | 1981. | 1991. | 2002. |
| ----------------- | ----- | ----- | ----- | ----- | ----- | ----- | ----- |
| Број домаћинстава | 124   | 131   | 173   | 205   | 220   | 224   | 220   |

| Број чланова      | 1  | 2  | 3  | 4  | 5  | 6  | 7  | 8 | 9 | 10 и више | Просек |
| ----------------- | -- | -- | -- | -- | -- | -- | -- | - | - | --------- | ------ |
| Број домаћинстава | 29 | 47 | 30 | 34 | 30 | 30 | 13 | 1 | 3 | 3         | 3,80   |

| Пол    | Укупно | Неожењен/Неудата | Ожењен/Удата | Удовац/Удовица | Разведен/Разведена | Непознато |
| ------ | ------ | ---------------- | ------------ | -------------- | ------------------ | --------- |
| Мушки  | 366    | 89               | 239          | 27             | 11                 | 0         |
| Женски | 336    | 45               | 239          | 47             | 3                  | 2         |
| УКУПНО | 702    | 134              | 478          | 74             | 14                 | 2         |

| Пол    | Укупно                    | Пољопривреда, лов и шумарство | Рибарство                            | Вађење руде и камена | Прерађивачка индустрија       |
| ------ | ------------------------- | ----------------------------- | ------------------------------------ | -------------------- | ----------------------------- |
| Мушки  | 202                       | 52                            | 0                                    | 1                    | 54                            |
| Женски | 76                        | 45                            | 0                                    | 0                    | 16                            |
| УКУПНО | 278                       | 97                            | 0                                    | 1                    | 70                            |
| Пол    | Производња и снабдевање   | Грађевинарство                | Трговина                             | Хотели и ресторани   | Саобраћај, складиштење и везе |
| Мушки  | 1                         | 29                            | 14                                   | 1                    | 16                            |
| Женски | 0                         | 0                             | 8                                    | 0                    | 1                             |
| УКУПНО | 1                         | 29                            | 22                                   | 1                    | 17                            |
| Пол    | Финансијско посредовање   | Некретнине                    | Државна управа и одбрана             | Образовање           | Здравствени и социјални рад   |
| Мушки  | 0                         | 2                             | 20                                   | 4                    | 5                             |
| Женски | 0                         | 0                             | 0                                    | 2                    | 4                             |
| УКУПНО | 0                         | 2                             | 20                                   | 6                    | 9                             |
| Пол    | Остале услужне активности | Приватна домаћинства          | Екстериторијалне организације и тела | Непознато            | Непознато                     |
| Мушки  | 2                         | 0                             | 0                                    | 1                    | 1                             |
| Женски | 0                         | 0                             | 0                                    | 0                    | 0                             |
| УКУПНО | 2                         | 0                             | 0                                    | 1                    | 1                             |